# Viktor Solmunde
Viktor Solmunde (født 31. august 2007) er en professionel Red Bull sponseret dansk skateboarder, der er specialiseret i disciplinerne Park og Vert (halfpipe). 
Viktor Solmunde repræsenterede Danmark ved de Olympiske Lege i Paris i 2024 og vandt bronze ved verdensmesterskaberne i 2024 og han rangerer som nr. 2 på verdensranglisten i Park Skateboarding for Men pr. august 2025.
Siden foråret 2022 har Viktor Solmunde været en del af Skateboardlandsholdet i Park Skateboarding.
I maj 2023 blev Viktor Solmunde danmarksmester i Park, og i april 2023 vandt han juniorrækken ved den internationale konkurrence Vert Attack i Malmø. I juli 2023 vandt han det tyske mesterskab i Leipzig.
I forbindelse med kvalifikation til OL i Paris i 2024 har Viktor Solmunde deltaget i internationale konkurrencer, hvor han bl.a. opnåede en 20. plads ved World Skateboarding Tour (2023) i Argentina og en placering som nr. 21 ved verdensmesterskabet 2023, der blev afholdt oktober 2023 i Rom.
I marts 2024 vandt Viktor Solmunde bronze ved World Skateboarding Tour i Dubai. 
Viktor Solmunde kvalificerede sig til OL efter en 18. plads i Shanghai i maj 2024, kun 6 uger efter han havde brækket sin ankel i Florida og en 7. plads ved sidste OL-kvalifikationsstævne i juni 2024 i Budapest.
I juni 2025 vandt Viktor Solmunde guld i bowl og bronze i vert ved Mystic Cup i Prag.

## Historie
Der er for få eller ingen kildehenvisninger i dette afsnit, hvilket er et problem. Du kan hjælpe ved at angive troværdige kilder til de påstande, som fremføres.

Viktor Solmunde begyndte at skate som 7-årig, og som 9-årig flyttede han 2 år med sin familie fra Trørød nær København til Bruxelles i Belgien. I løbet af de to år i Belgien begyndte han at skate på store vert-ramper og i skateparks som Ramp Affairz i Kortrijk og Area 51 i Eindhoven. Han havde sin daglige træning på miniramper i skateparken Byrrrh og Flesh'n Bone i Bruxelles.
Viktor Solmunde konkurrerede første gang som 10-årig i 2017, da han deltog i Vilvorde BXL-konkurrencen i Belgien, hvor han vandt 3. pladsen i voksen-kategorien. 
Som 15-årig, debuterede Viktor Solmunde ved sin første konkurrence i kvalifikationen til OL i Paris 2024. Viktor Solmunde kvalificerede sig til selve OL i Paris 2024 som 16-årig og deltog som den yngste blandt samtlige atleter fra Danmark og han var ligeledes den yngste af alle mandlige deltagere i Park Skateboading. 
Til dagligt træner Viktor Solmunde i Fælledparken og X-Hall i København samt i Spoon Mountain Drive i Smørum og skateparken Bryggeriet i Malmø. Viktor deltager ofte i konkurrencer rundt omkring i verden og har allerede deltaget i talrige konkurrencer i forskellige lande, herunder Danmark, Sverige, England, Holland, Tjekkiet, Belgien, Tyskland, Ungarn, Frankrig, USA, Dubai, Kina, Argentina, Estland og Brasilien.

## Udvalgte resultater
2025
1. plads: Mystic Cup (bowl), Prag, Tjekket
3. plads: Mystic Cup (vert), Prag, Tjekket
10. plads: World Skate (park), Ostia, (Rom), Italien
10. plads: Simple Session (park), Tallin, Estland
2024
3. plads: VM (park), Ostia (Rom)
21. plads: Olympiske Lege, Paris 2024, (park), Frankrig
7. plads: Olympic Qualifier Series 2024 (park), Budapest
3. plads: World Skateboarding Tour 2024 (park), Dubai
3. plads: Scottish Street Championships 2024 (street), Glasgow
2023
1. plads: Halfpipe Horror 2023, Holland
1. plads: Vert Attack - junior (vert), Malmø
1. plads: Danmarksmesterskab (park), København
1. plads: Tysklandsmesterskab (park), Leipzig
3. plads: Sverigesmesterskab (park), Varberg
20. plads: World Skateboarding Tour (park), San Juan
21. plads: Verdensmesterskab 2023 (park), Rom
35. plads: Verdensmesterskab 2022 (park), Dubai (afholdt i 2023)
2022
1. plads: Danmarksmesterskab U15 (street), Danmark
1. plads: Sverigesmesterskab (vert), Stockholm
2. plads: Sverigesmesterskab (park), Haljarp
2. plads: Skateboardcupen (park), Varberg
3. plads: Danmarksmesterskab (park), Haderslev
2021
2. plads: Danmarksmesterskab (park), Danmark